# Jacana spinosa

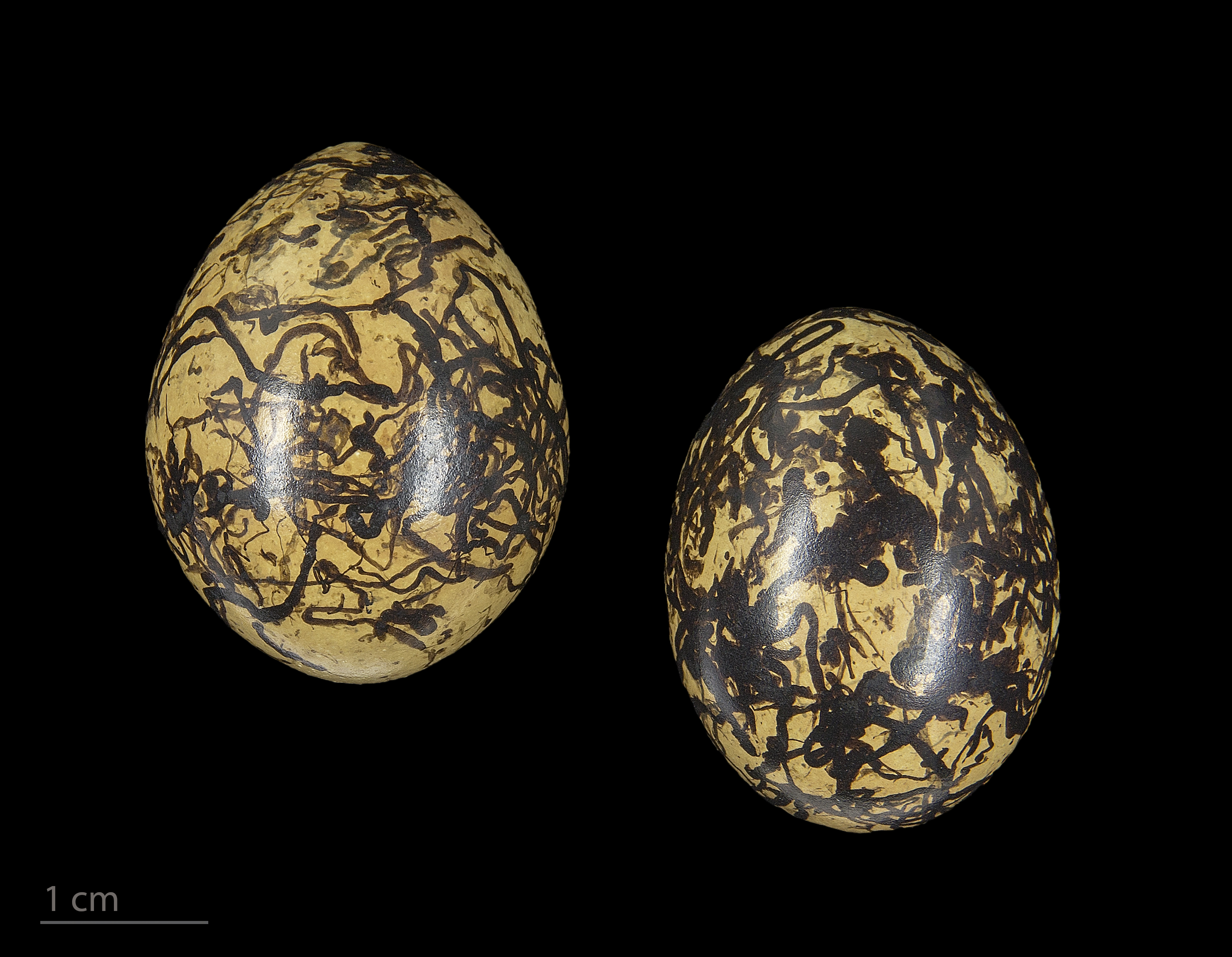
Jacana spinosa

Jacana spinosa là một loài chim trong họ Jacanidae.